# Cycloheptatrien
Cycloheptatrien (veraltet: Tropiliden; abgeleitet von Tropan, welches selbst von Atropin abgeleitet ist) ist ein cyclischer ungesättigter Kohlenwasserstoff mit der Summenformel C7H8 und drei konjugierten Doppelbindungen.
Cycloheptatrien ist ein Strukturisomer von Toluol, in das es z. B. photochemisch umgewandelt werden kann.

## Tropyliumkation

Das aromatische Tropylium-Kation

Durch Umsetzung von Cycloheptatrien mit Brom oder Hydridionen-Akzeptoren wie Triphenylcarbeniumtetrafluoroborat bildet sich unter Abspaltung eines Hydridions (H−) das aromatische Tropyliumkation (Cycloheptatrienylium, [C7H7]+):
{\displaystyle \mathrm {C_{7}H_{8}+Br_{2}\longrightarrow \ C_{7}H_{7}^{+}+Br^{-}+HBr} }
Cycloheptatrien hat eine gewinkelte Struktur mit unterschiedlichen Bindungslängen zwischen den Kohlenstoffatomen, während das Tropyliumkation vollkommen planar mit identischen C-C-Abständen und gleichwertigen Wasserstoffatomen aufgebaut ist. Dieses Kation wurde schon 1931 von Hückel vorausgesagt, aber erst 1954 von William von Eggers Doering und Lawrence H. Knox nachgewiesen.
Unter Elektronenstoßbedingungen (im Massenspektrometer) lagern sich fast alle Benzylverbindungen vor der Fragmentierung unter Ringerweiterung um, so dass ein Tropyliumkation entsteht.